# Piacé
Piacé és un municipi francès situat al departament del Sarthe i a la regió de País del Loira. L'any 2007 tenia 361 habitants.

## Demografia

### Població
El 2007 la població de fet de Piacé era de 361 persones. Hi havia 142 famílies de les quals 32 eren unipersonals (8 homes vivint sols i 24 dones vivint soles), 49 parelles sense fills, 57 parelles amb fills i 4 famílies monoparentals amb fills.
La població ha evolucionat segons el següent gràfic:
Habitants censats

### Habitatges
El 2007 hi havia 170 habitatges, 141 eren l'habitatge principal de la família, 15 eren segones residències i 13 estaven desocupats. 164 eren cases i 6 eren apartaments. Dels 141 habitatges principals, 109 estaven ocupats pels seus propietaris i 33 estaven llogats i ocupats pels llogaters; 2 tenien una cambra, 9 en tenien dues, 24 en tenien tres, 36 en tenien quatre i 70 en tenien cinc o més. 99 habitatges disposaven pel capbaix d'una plaça de pàrquing. A 64 habitatges hi havia un automòbil i a 61 n'hi havia dos o més.

### Piràmide de població
La piràmide de població per edats i sexe el 2009 era:
| Homes | Edats   | Dones |
| ----- | ------- | ----- |
| 0     | 95 o +  | 0     |
| 0     | 90 a 94 | 0     |
| 8     | 85 a 89 | 4     |
| 0     | 80 a 84 | 0     |
| 8     | 75 a 79 | 4     |
| 0     | 70 a 74 | 12    |
| 12    | 65 a 69 | 0     |
| 8     | 60 a 64 | 12    |
| 12    | 55 a 59 | 8     |
| 8     | 50 a 54 | 8     |
| 12    | 45 a 49 | 8     |
| 20    | 40 a 44 | 16    |
| 12    | 35 a 39 | 4     |
| 20    | 30 a 34 | 16    |
| 4     | 25 a 29 | 12    |
| 0     | 20 a 24 | 8     |
| 20    | 15 a 19 | 12    |
| 20    | 10 a 14 | 4     |
| 16    | 5 a 9   | 4     |
| 8     | 0 a 4   | 4     |

## Economia
El 2007 la població en edat de treballar era de 236 persones, 180 eren actives i 56 eren inactives. De les 180 persones actives 160 estaven ocupades (90 homes i 70 dones) i 19 estaven aturades (10 homes i 9 dones). De les 56 persones inactives 21 estaven jubilades, 16 estaven estudiant i 19 estaven classificades com a «altres inactius».

### Ingressos
El 2009 a Piacé hi havia 146 unitats fiscals que integraven 361 persones, la mediana anual d'ingressos fiscals per persona era de 16.397 €.

### Activitats econòmiques
Dels 12 establiments que hi havia el 2007, 1 era d'una empresa alimentària, 2 d'empreses de construcció, 3 d'empreses de comerç i reparació d'automòbils, 1 d'una empresa de transport, 2 d'empreses d'hostatgeria i restauració, 2 d'empreses de serveis i 1 d'una empresa classificada com a «altres activitats de serveis».
Dels 4 establiments de servei als particulars que hi havia el 2009, 1 era un paleta, 1 fusteria, 1 lampisteria i 1 restaurant.
L'any 2000 a Piacé hi havia 20 explotacions agrícoles que ocupaven un total de 1.144 hectàrees.

## Equipaments sanitaris i escolars
El 2009 hi havia una escola elemental integrada dins d'un grup escolar amb les comunes properes formant una escola dispersa.

## Poblacions més properes
El següent diagrama mostra les poblacions més properes.